# Агнешка Ромашевська-Гузи

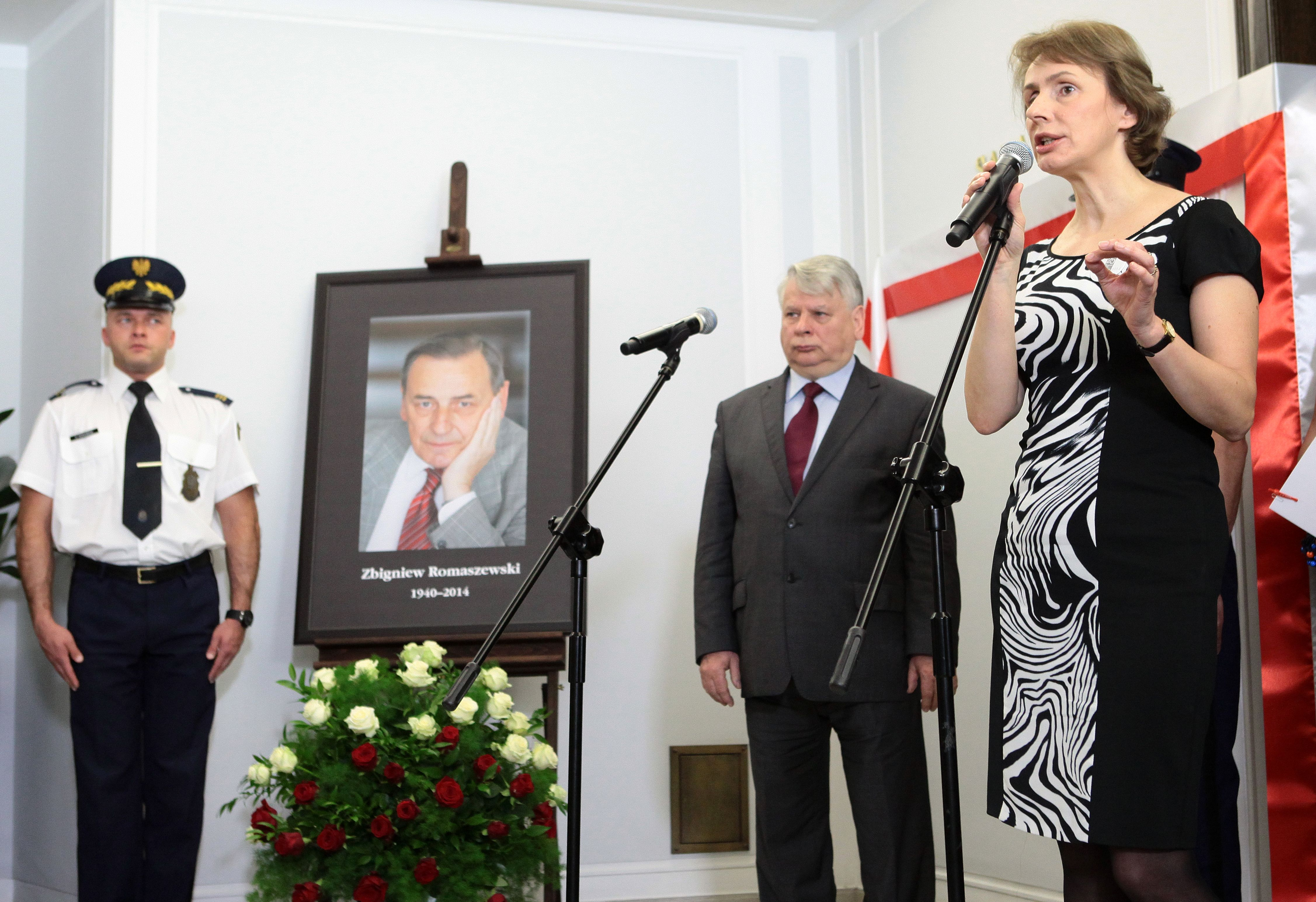
Агнешка під час церемонії присвоєння залі № 176 в будівлі Сенату імені Збіґнєва Ромашевського (2014)

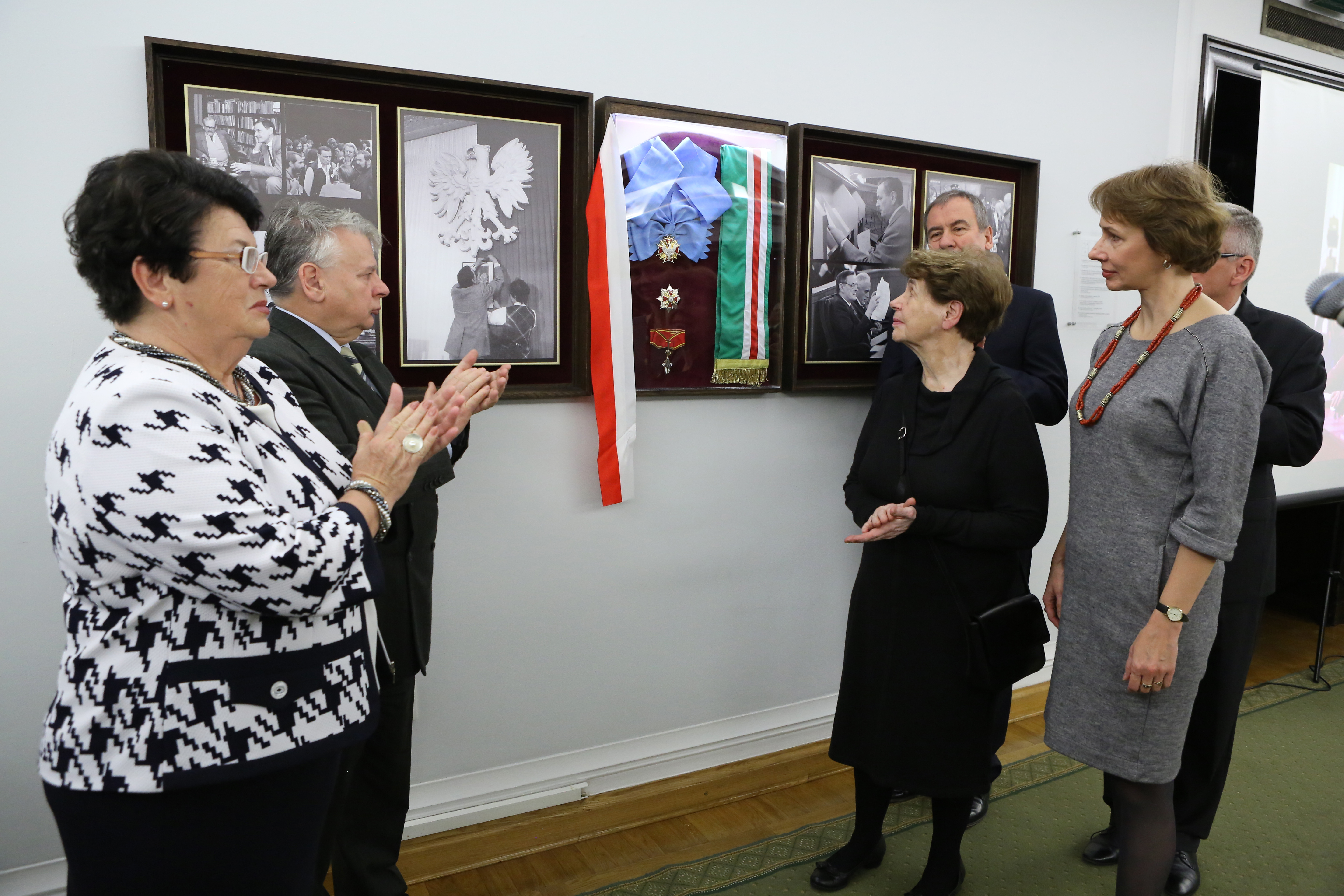
З матір'ю Софією Ромашевською під час церемонії передачі орденів та архіву Збігнєва Ромашевського Архів Сенату і Архів Нових Актів (2014)

Агне́шка Марі́я Ромаше́вська-Гу́зи (пол. Agnieszka Maria Romaszewska-Guzy; нар. 15 січня 1962, Варшава) — польська журналістка, директорка Белсат ТБ, з 2011 р. віцепрезидентка Асоціації польських журналістів.

## Біографія
Дочка Софії і Збігнєва Ромашевських.
Після запровадження воєнного стану була інтернована на п'ять місяців. У 1989 співпрацювала з опозиційним рухом, зокрема брала участь у русі «Свобода і мир». У 1987 році закінчила навчання на історичному Факультеті Варшавського Університету. Була представником Всепольського установчого комітету незалежного об'єднання студентів (NZS), а потім і членом Національної комісії з аудиту (NZS). Її чоловік Ярослав Гужі був першим головою NZS.
Під час перебування на докторської стипендії в Єльському університеті (США) була стажистом у «The Washington Times», «The Washington Post» і в тижневику "The New Republic". З 1991 року працювала в «Життя Варшави». В 1992 була найнята в Польське телебачення, була головою репортерів і заступником голови новин TVP. Пізніше займала в TVP посади репортера, видавала «Wiadomości», а також, зокрема, видавала католицький журнал «Czasy».
У 1999 році повернулася в редакцію «Wiadomości», розповіла про події на Балканах. Зняла шість репортажів і документальних фільмів, у тому числі «В тіні КДБ», «Місіонери», «Товариші і друзі», «Чужа родина». У 2002 році була звільнена з TVP через скорочення робочих місць, відновили її рішенням ради директорів 2004 року. У 2005 році була міжнародним репортером (в тому числі в Білорусі та Україні). За свою журналістську діяльність була білоруською владою вислана з Білорусі з багаторічною забороною на в'їзд в країну.
У 1998—2004 роках працювала в головному правлінні Асоціації польських журналістів. Працює в Асоціації «Центр громадянської освіти Польща — Білорусь». У 2006 році призначена на посаду заступника директора TVP Polonia з програмних питань, у 2007 року очолила TVP Polonia.
У 2010 року була в. о. директора філії TVP в Білостоці.
Віце-президент Асоціації польських журналістів в 2011—2014 і в новій каденції 2014—2017.
У Революцію гідності входила в Громадянський комітет солідарності з Україною.
У 2018 році заявила, що «Репортерами без кордонів» керує «корисний ідіот», через їхню позицію з приводу інсценування українськими спецслужбами замовного вбивства російського журналіста Аркадія Бабченка.

### Белсат
Автор концепції створення при Польському телебаченні окремого телеканалу для Білорусі. Розробила концепцію створення науково-пізнавального каналу TVP з білоруської тематики. У 2007 була директором Белсат TV. 18 березня 2009 року Рада TVP звільнила Агнешку з посади директора TV Polonia і TV «Белсат». Рішення в. о. голови TVP про усунення Агнешки з керівництва "Biełsat ТБ" багатьма спостерігачами, була назване як "подарунок для Лукашенка". Під тиском громадської думки і польського МЗС, який є найбільш важливим донором "Белсат TV", через тиждень була відновлена на посаді директора "Biełsat TV".
18 березня 2024 року через суперечку щодо суспільних ЗМІ в Польщі її було звільнено з TVP з дисциплінарних причин..

## Відзнаки
У 2007 році президент Лех Качинський нагородив журналістку Хрестом Кавалерським Ордена Відродження Польщі.
У 2017 році президент Анджей Дуда нагородив Хрестом Свободи і Солідарності.